# Moussa Ouattara
Moussa Ouattara (31 dicembre 1981) è un ex calciatore burkinabé, di ruolo difensore.

## Palmarès

### Club

#### Competizioni nazionali
- Première Division (Burkina Faso): 2

ASFA-Yennenga: 1999, 2002
- Campionato tedesco di seconda divisione: 1

Kaiserslautern: 2009-2010